# Sissach
Sissach é uma comuna da Suíça, situada no distrito de Sissach, no cantão de Basileia-Campo. Tem 8,87 km² de área e sua população em 2018 foi estimada em 6.681 habitantes.